# Милоне (маркграф Веронской марки)
Милоне (Мило; итал. Milone; ? — 955 год) — маркграф Веронской марки из династии Самбонифачо. Его правление пришлось на время царствования четырёх последних королей Италии.

## Биография

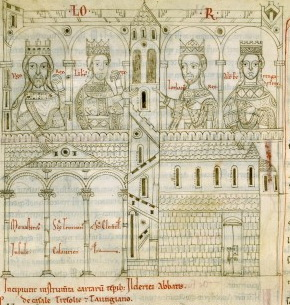
Четыре последних короля Италии. Беренгар I Фриульский, Гуго Арльский, Лотарь II, Беренгар II Иврейский

Милоне был сыном Манфреда из Мозеццо в районе Новары. Его брат Манфред был правителем Ломелло. Его имя предполагает родство с Гвидонидами, возможно, со стороны его матери. В документе 906 года Милоне указывается как франк, а не ломбард. Его жена Вальперга тоже имела франкское происхождение. Все данные свидетельствуют о том, что он с самого начала принадлежал к высшим чинам франкского дворянства.
В 914 году Милоне прибыл в Верону и стал придворным правителя Италии Беренгара I, вскоре получив пост начальника королевской стражи.
7 апреля 924 года Беренгар I был убит во время молитвы в церкви. Через три дня Милоне арестовал убийц короля и вскоре казнил.
После смерти Беренгара Милоне стал вассалом Гуго Арльского. К 927 году ему удалось так расширить свои земельные владения вокруг Вероны, что у его появились свои вассалы. Он несколько раз восставал против короля Гуго, из-за чрезмерного вмешательства нового короля в дела епархии Вероны. Однако, не смотря на это, сохранил свои владения в Веронской марке.
11 июля 929 года Милоне вместе со своей женой Валпергой заложил церковь Девы Марии в Ронко-аль-Адидже. Четыре его вассала также вложили свои средства в постройку этого храма.
Беренгар II в 953 году назначил Милоне маркграфом Вероны.
Перед смертью Милоне назвал наследниками своих земель своего брата Манфреда и племянника Эдельрика. Эдельрик сменил Милоне на посту маркграфа Вероны.